# 米那斯提力斯 (第一紀元)
米那斯提力斯（英語：Minas Tirith）是托爾金傳說故事集裡中土大陸的一座堡壘，在《精靈寶鑽》中被提及。在辛達語中米那斯提力斯意為「守衛之塔」。第一紀元時期的米那斯提力斯位於西瑞安島上，最初是精靈國王芬羅德·費拉剛為了防衛西瑞安通道而興建的，但後來卻落入了魔苟斯黑暗勢力之手，由索倫所統治著，該地因此更名為堝惑斯島（即狼人之島）。

## 歷史
第一紀元時期，米那斯提力斯由納國斯隆德的國王芬羅德·費拉剛建造於西瑞安河中的西瑞安島上，外觀被形容為堅固且高大的暸望塔。之後該地便由費拉剛的弟弟歐洛隹斯負責駐守。
第一紀元457年即班戈拉赫戰役發生的兩年後，米那斯提力斯被索倫率領的軍隊所攻下，歐洛隹斯被迫向南方撤退。米那斯提力斯自此成為索倫擁有的邪惡堡壘，在那裡集結了不少狼人。
數年後，當貝倫與及陪同的費拉剛等人在尋找精靈寶鑽過程中，因途經西瑞安通道而被索倫抓獲，囚於米那斯提力斯的地牢中，最終費拉剛為狼人所殺。這時露西安與神犬胡安及時來到米那斯提力斯，以卓古路因為首的狼人皆被胡安咬死，就連索倫也被打敗。露西安隨即以魔法讓綑綁米那斯提力斯的咒語鬆脫，使整個堡壘自動倒塌垮落，釋放了所有在地牢中的囚犯。此後西瑞安島一直無人居住。